# Obocz
Obocz (627 m n.p.m., również w formie Ubocz, dawniej 629 m n.p.m.) – szczyt w Paśmie Magurskim Beskidu Niskiego.
Wznosi się w ramieniu, odchodzącym od szczytu Magury Małastowskiej na północ, przez Ostry Dział i Przełęcz Owczarską. Jest ostatnim znaczącym szczytem w tym ramieniu, najwyższym na odcinku grzbietu rozgraniczającym doliny rzek: Siarki (na zachodzie) i Sękówki (na wschodzie). Stoki dość strome, rozczłonkowane dolinkami drobnych cieków wodnych, wierzchowina wypłaszczona, lecz z wyraźnym wierzchołkiem. Masyw w całości zalesiony.
Przez szczyt przebiega  szlak turystyczny, prowadzący wspomnianym grzbietem z Gorlic na Magurę Małastowską.